# Mitsuo Miura
Mitsuo Miura (Iwate, Japón, 1946) es un artista multidisciplinar de origen japonés que reside en España desde el año 1966.

## Trayectoria
Miura se formó en la Escuela de Bellas Artes de Tokyo y continuó sus estudios artísticos en la Escuela de Bellas Artes de San Fernando de Madrid durante tres años. Es una de las figuras más originales del panorama artístico de nuestro país; no solamente por su faceta artística sino también por su labor docente y por la apertura, junto a Arturo Rodríguez, del mítico espacio Galería & Ediciones Ginkgo (1989-1998), centrado en obra gráfica y en el múltiple, que le han permitido estar en continuo contacto con ambientes y creadores de distintas generaciones.
Ha sido profesor asociado de la Facultad de Bellas Artes de la Universidad Complutense de Madrid (1993-2002) y profesor de la Universidad Europea de Madrid (2002-2012).

## Obra
Miura ha desarrollado a lo largo de su carrera, entre otras prácticas, el dibujo, el grabado, la pintura, la fotografía y la instalación.
Su trabajo se ha distinguido por el uso de formas cercanas a la geometría y acercándose a lenguajes propios de movimientos de la segunda mitad del siglo XX como el minimalismo. A lo largo de su carrera Miura ha trabajado con diversos medios que abarcan intervenciones en la naturaleza, pintura, grabado, fotografía, instalaciones, o escultura.
Al inicio de su carrera, en los años 70. Miura realiza una obra cercana al realismo abstracto. En este periodo su producción artística se compone principalmente de dibujos y grabados en los que predominan las formas geométricas y comienza a indagar en la escultura en madera y los objetos A partir de mediados de los 80 y principios de los 90 se abre una nueva etapa pictórica en la que la observación de la naturaleza es uno de los motivos fundamentales de su obra. Superada esa etapa, a mediados de los años 90, comienza un nuevo imaginario en su pintura, siendo la observación de la ciudad y del paisaje urbano su fuente su inspiración.
Su obra se conserva en las principales colecciones de España entre las que destacan el Museo Nacional Centro de Arte Reina Sofía, la Fundación Juan March, el Centro Atlántico de Arte Moderno de Las Palmas, la Colección La Caixa, la Colección Banco de España, ARTIUM de Álava, la Colección Telefónica o el Centro de Arte Dos de Mayo de Madrid.

## Reconocimientos
Miura recibido el II Premio de Grabado en la Bienal de Alejandría (1978), el Premio de Pintura en el Certamen Ciudad de Granada (1983), el Premio Tomás Francisco Prieto de Medallística de la Fábrica Nacional de Moneda y Timbre (2017) y el Premio Legado Barón de Forna de la Real Academia de Bellas Artes de San Fernando (2019).

## Exposiciones
La exposición pública de su obra se inicia individualmente en 1969 en la galería Egam de Madrid. Desde entonces su obra ha sido expuesta en exhibiciones individuales y colectivas, fundamentalmente celebradas en el contexto español, destacando entre las individuales las organizadas en el Museo Español de Arte Contemporáneo, Madrid (1981); Marimura Art Museum, Tokio (1988); Koldo Mitxelena Kulturenea, San Sebastián (1994); Tozai Bunka Center, Tokio (1999); Círculo de Bellas Artes, Madrid (2000); MACUF, La Coruña (2001), Artium, Vitoria, y Museo Barjola, Gijón (2002), Palacio de Cristal, MNCARS, Madrid (2013) y Museo Casa de la Moneda, Madrid (2017) y Museo Centro de Arte Dos de Mayo-CA2M (2023).